# Guillermo Correa
Guillermo Correa Aspillaga (* 9. April 2001) ist ein chilenischer Leichtathlet, der sich auf den Stabhochsprung spezialisiert hat.

## Sportliche Laufbahn
Erste internationale Erfahrungen sammelte Guillermo Correa im Jahr 2018, als er bei den U18-Südamerikameisterschaften in Cuenca mit übersprungenen 4,60 m den vierten Platz belegte. 2021 erreichte er bei den Südamerikameisterschaften in Guayaquil mit 5,00 m den sechsten Platz und anschließend erreichte er bei den U23-Südamerikameisterschaften ebendort mit 5,00 m den vierten Platz, ehe er bei den erstmals ausgetragenen Panamerikanischen Juniorenspielen in Cali mit 5,00 m Fünfter wurde. Im Jahr darauf brachte er bei den Juegos Bolivarianos in Valledupar keinen gültigen Versuch zustande und gewann dann bei den U23-Südamerikameisterschaften in Cascavel mit 5,00 m die Silbermedaille hinter dem Ecuadorianer Dyander Pacho. 2023 belegte er bei den Südamerikameisterschaften in São Paulo mit 5,20 m den sechsten Platz und wurde dann bei den Panamerikanischen Spielen in Santiago de Chile mit 5,40 m Vierter. Im Jahr darauf gelangte er bei den Ibero-Amerikanischen Meisterschaften in Cuiabá mit 5,00 m auf Rang fünf und 2025 gewann er bei den Südamerikameisterschaften in Mar del Plata mit 5,40 m die Silbermedaille hinter dem Venezolaner Ricardo David Montes.
In den Jahren 2021 und von 2023 bis 2025 wurde Correa chilenischer Meister im Stabhochsprung.